# Dmitrij Kriukow
Dmitrij Nikołajewicz Kriukow (ros. Дмитрий Николаевич Крюков, ur. 2 października 1899 we wsi Charitoncewo w guberni jarosławskiej, zm. 27 listopada 1985 we wsi Ignatjewka w obwodzie moskiewskim) – radziecki działacz państwowy.

## Życiorys
Uczył się w rostowskim technikum rolniczym, 1919-1921 służył w Armii Czerwonej, 1922-1925 był przewodniczącym rady wiejskiej w rodzinnej wsi, a 1929-1930 dyrektorem sowchozu "Batrak" w Iwanowskim Obwodzie Przemysłowym. Od 1925 należał do WKP(b), 1930-1931 był inspektorem-kontrolerem Ludowego Komisariatu Rolnictwa ZSRR, 1932-1935 dyrektorem ussuryjskiej rolniczej stacji doświadczalnej, a od września 1935 do 1937 dyrektorem sachalińskiej rolniczej stacji doświadczalnej. W 1937 został kierownikiem sachalińskiego obwodowego oddziału rolnego, później przewodniczył sachalińskiej obwodowej komisji planowania, w 1940 był zastępcą przewodniczącego, a od maja 1940 do 22 października 1944 przewodniczącym Komitetu Wykonawczego Sachalińskiej Rady Obwodowej. Od października 1944 do września 1945 był zastępcą przewodniczącego Komitetu Wykonawczego Chabarowskiej Rady Krajowej, od 23 września 1945 do kwietnia 1947 kierował Zarządem Cywilnym Południowego Sachalinu przy Radzie Wojennej 2 Frontu Dalekowschodniego, od kwietnia 1947 do 1 marca 1949 był przewodniczącym Komitetu Wykonawczego Sachalińskiej Rady Obwodowej. Od grudnia 1948 do stycznia 1950 był słuchaczem kursów przy KC WKP(b), od stycznia 1950 do stycznia 1960 przewodniczącym Komitetu Wykonawczego Tiumeńskiej Rady Obwodowej, a 1961-1962 inspektorem tego komitetu, następnie przeszedł na emeryturę. Był odznaczony dwoma Orderami Czerwonego Sztandaru Pracy.